# Дядо Иван
Дядо Иван (болг. Дядо Иван; букв. — «дедушка Иван») — образ России-освободительницы в болгарской легенде, бытовавшей в период нахождения Болгарии под турецким игом.

## История

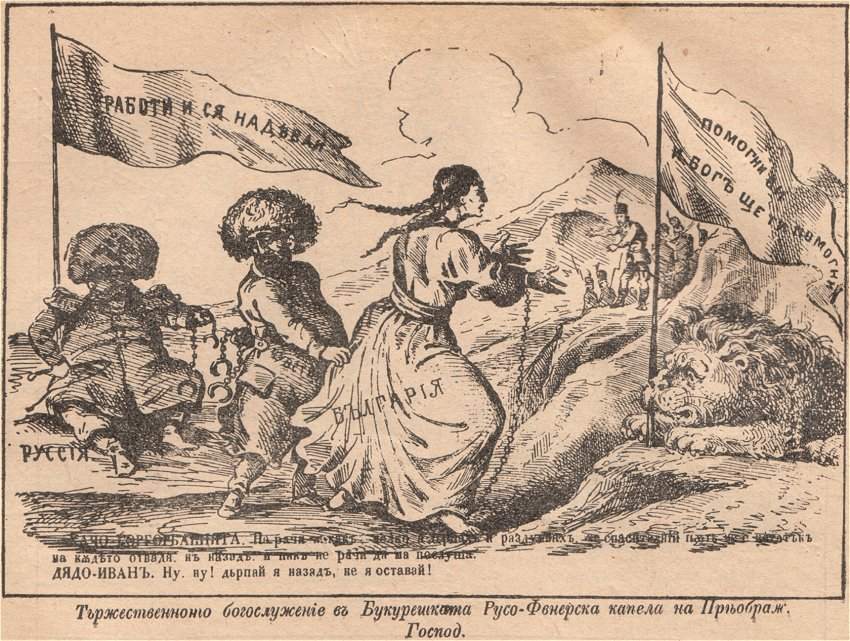
«Дядо Иван» с плёткой и наручниками (1869)

Вопрос о времени возникновения этого образа России является дискуссионным. Болгарский учёный Й. Трифонов (1908) был первым, кто впервые отнёс появление «дядо Ивана» к XV—XVI векам: Ивану III и Ивану IV.
Так, советская «История Болгарии» (1954) связывала появление легенды о «дядо Иване» с женитьбой Ивана III на племяннице последнего византийского императора — Софьи Палеолог, после чего великий князь получил своеобразное право на византийский престол и обязанность освободить балканский народ от турок. Легенда получила распространение с конца XV века. В 1576 году венецианский посланник в Турции Яков Соранцо отмечал: «По двум причинам султан опасается русских, — во-первых, потому что у них есть страшня кавалерия в 400 тысяч человек отважных, сильных и послушных, а, во-вторых, ещё потому, что все народы Болгарии, Сербии, Босны, Мореи и Греции весьма преданы Московскому великому князю, с которым соединяет их единство вероисповедания, и вполне готовы взяться за оружие и восстать, чтобы освободиться от турецкого рабства и подчиниться его власти». Легенда в спасительную силу России передавалась болгарами из поколения в поколение до XIX века.
И. Снегаров оспорил предположение Трифонова как малодоказательное. Снегаров, как и большинство современных авторов, относит возникновение образа к появлению русских войск на Балканах в конце XVIII века. На это указывает отсутствие упоминаний о «дядо Иване» до второй четверти XIX века и распространённость образа преимущественно на северо-востоке Болгарии, при том, что в остальных районах страны он не известен или малоизвестен. Однако Снегаров не объясняет происхождение названия: в России второй половины XVIII — XIX веков правителей с именем «Иван» не было. Не ясно появление и слова «дядо» (то есть «старик, дедушка»), тем более применительно к образу русского воина-освободителя во времена русско-турецких войн. Возможно, появление образа связано с поселением в Добрудже и на северо-востоке Болгарии казаков-старообрядцев после булавинского бунта на Дону в 1707 году. В фольклоре казачества на протяжении веков бытовали песни об Иване Грозном, в том числе о казанском походе и победе над мусульманами. Эпический образ древнего царя-освободителя (то есть деда Ивана) и мог быть воспринят православными болгарами.